# 아르테미시아 1세

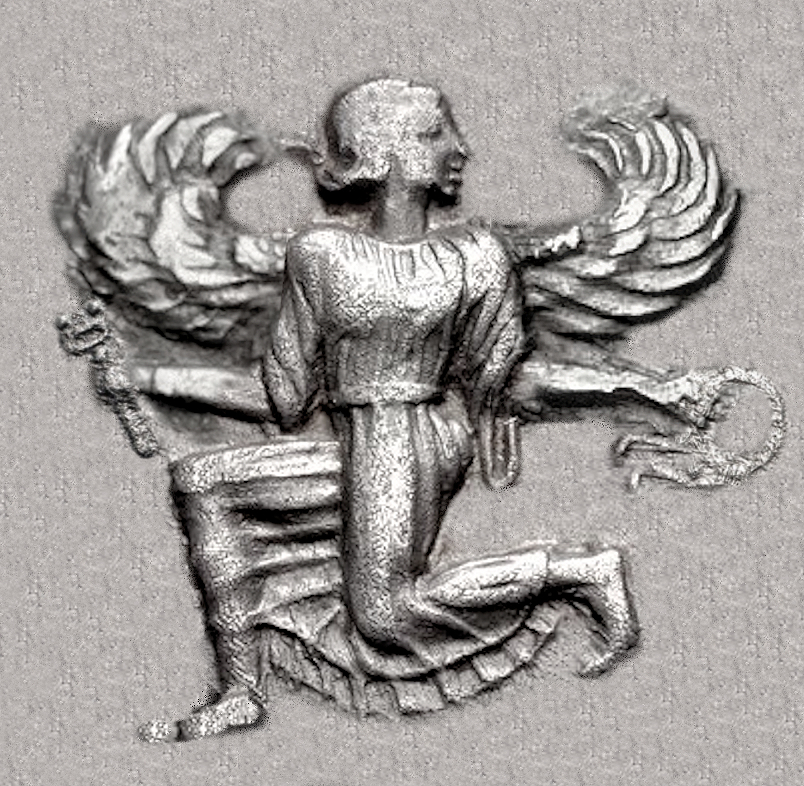

카리아의 아르테미시아 1세(고대 그리스어: Ἀρτεμισία)는 아케메네스 왕조 페르시아의 속주, 카리아의 여성 사트라프다. 할리카르나소스 출신이다. 이 여성의 활동상은 헤로도토스의 저서 《역사》에 쓰여 있다.

## 개요
그녀의 아버지는 할리카르나소스의 사트라프 리그다미스 1세(고대 그리스어: Λύγδαμις Α)이고 어머니는 크레타섬 출신이다. 그녀는 남편이 죽은 뒤에 통치권을 이어받았다. 즉위 당시에는 청년이었던 피신델리스(고대 그리스어: Πισίνδηλις)라는 아들이 있었다.
그녀는 2차 그리스-페르시아 전쟁 기간에 페르시아의 동맹이었고 아르테미시온 해전과 기원전 480년에 일어난 살라미스 해전에는 페르시아 함대의 지휘관으로 참전하였다. 헤로도토스에 따르면 그는 유일한 여성 지휘관이었다고 한다.
그녀의 손자(즉 피신델리스의 아들)인 리그다미스 2세는 헤로도토스가 그에게 반란을 일으키다 실패하고 추방당했을 때의 군주였다.
이 여성과 동향이기도 한 헤로도토스는 그녀의 단호함과 지성을 높이 평가하였고 크세르크세스 1세에 큰 영향을 끼쳤음을 서술했다.

## 대중문화 속의 묘사
- 2014년에 개봉한 2007년 영화 《300》의 속편인 《300: 제국의 부활》에서, 아르테미시아는 프랑스 출신의 여배우 에바 그린이 연기했다.

## 같이 보기
- 아르테미시온 해전
- 살라미스 해전
- 테미스토클레스